# Luís Bilro Pereira
Luís Miguel Bilro Pereira ComM • GOM nasceu em Borba a 1 de abril de 1971 e é um ex-jogador da selecção portuguesa de futebol de praia.
Formado nas escolas do Sporting, foi ao serviço da União Desportiva de Leiria que mais se destacou, como capitão de equipa entre 1993 e 2004. Ainda hoje detém o recorde de jogador mais utilizado de sempre do clube na 1ª divisão (245 jogos). Marcou o golo da vitória na meia-final da Taça de Portugal de 2002/03 sobre o Paços de Ferreira (1-0), que o clube da cidade do Lis viria a perder para o FC Porto de José Mourinho (1-0).
É comentador e treinador da equipa de futebol de praia do Sporting Clube de Portugal.
Continua hoje em dia a ser visto como uma das principais referências na sua posição. De salientar o terceiro lugar no troféu Ballon d'Or na época de 1995/96, ficando apenas atrás de jogadores como Luís Figo e Mbemba.
A 15 de dezembro de 2015, foi agraciado com o grau de Comendador da Ordem do Mérito. A 3 de dezembro de 2019, foi elevado ao grau de Grande-Oficial da Ordem do Mérito.

## Títulos
- Liga Europeia de Futebol de Praia 2007.